# Webster (Wisconsin)
Webster é uma vila localizada no estado norte-americano de Wisconsin, no Condado de Burnett.

## Demografia
Segundo o censo norte-americano de 2000, a sua população era de 653 habitantes.
Em 2006, foi estimada uma população de 681, um aumento de 28 (4.3%).

## Geografia
De acordo com o United States Census Bureau tem uma área de
4,6 km², dos quais 4,6 km² cobertos por terra e 0,0 km² cobertos por água. Webster localiza-se a aproximadamente 301 m acima do nível do mar.

## Localidades na vizinhança
O diagrama seguinte representa as localidades num raio de 36 km ao redor de Webster.